# Scene at the Signing of the Constitution of the United States
Scene at the Signing of the Constitution of the United States (deutsch: Szene bei der Unterzeichnung der Verfassung der Vereinigten Staaten) ist ein 6,1 × 9,1 Meter (20 × 30 Fuß) großes Ölgemälde von Howard Chandler Christy. Es zeigt den Verfassungskonvent, wie er die Verfassung der Vereinigten Staaten von Amerika in der Independence Hall in Philadelphia am 17. September 1787 unterzeichnet. Christy malte das Gemälde im Jahr 1940, heute wird es entlang der Osttreppe im Südflügel (Repräsentantenhaus) des Kapitolsgebäudes in Washington, D.C. ausgestellt.

## Beschreibung

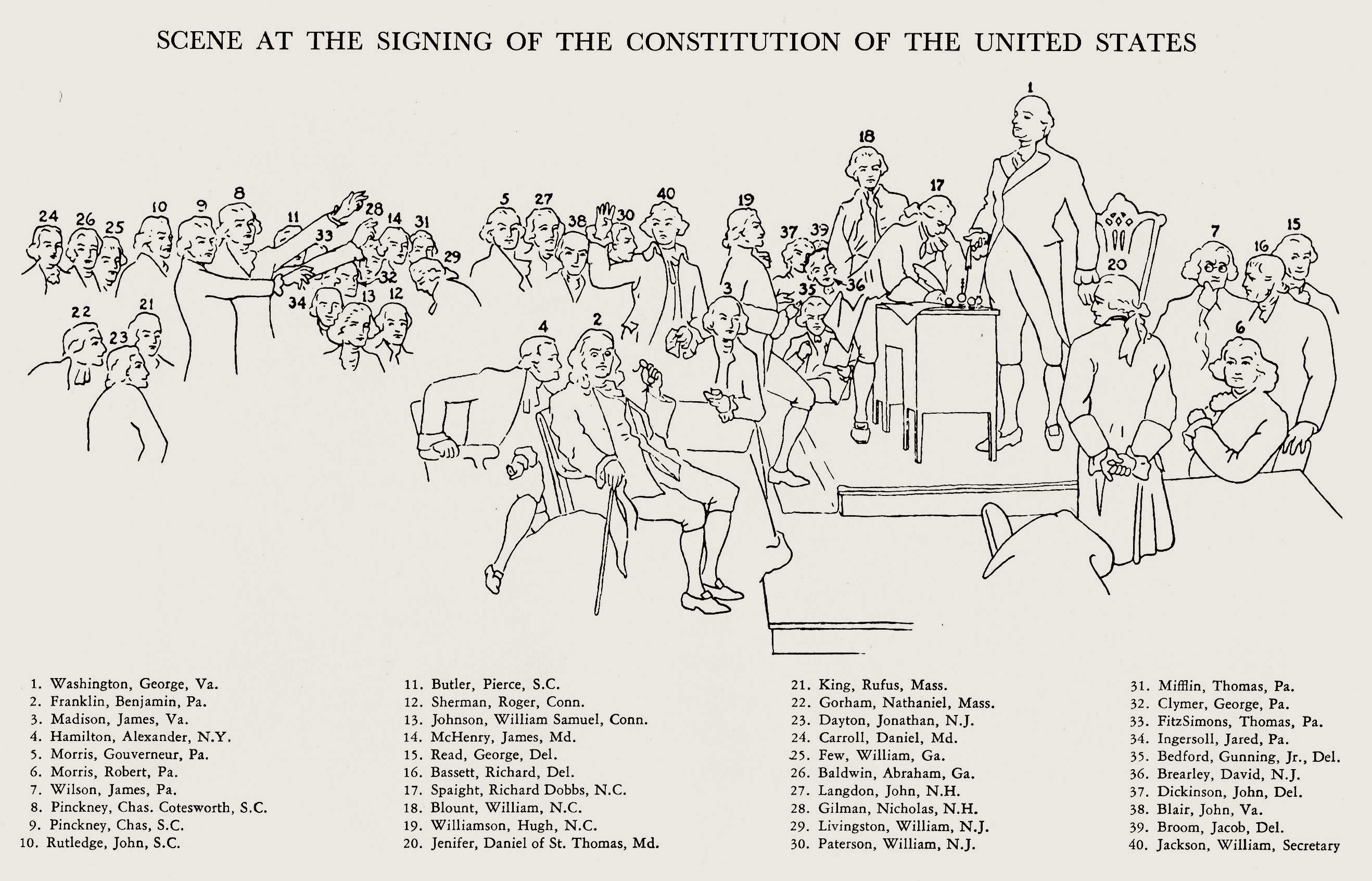
Legende der auf dem Gemälde abgebildeten Personen

Nur 39 der 55 Delegierten des Verfassungskonvents sind im Gemälde abgebildet; nicht zu sehen sind die drei Delegierten, die die Verfassung nicht unterschrieben haben und die 13 Delegierten, die den Konvent verließen. Auf der rechten Seite des Gemäldes, auf dem Podium, steht George Washington, der Präsident des Konvents, aufrecht und blickt über die Delegierten. Die Verfassung und das Syng-Tintenfass liegen auf einem Pult vor ihm, und Richard Spaight, der Delegierte aus North Carolina, ist dabei, das Dokument zu unterzeichnen. Die Fenster sind geöffnet und eine Aura von Licht umgibt Washingtons Oberkörper. Hinter ihm sieht man amerikanische Flaggen und eine Trommel. Ebenfalls hinter ihm unterhalten sich James Wilson aus Pennsylvania und Richard Bassett aus Delaware.
William Jackson, der Sekretär des Konvents, ist prominent direkt in der Mitte platziert. Er steht, ist in rot gekleidet, hält vier Finger in der Luft und zählt offenbar die Stimmen.

## Vandalismus und Restaurierung
1967 wurde das Gemälde vandalisiert, indem es unten aufgeschlitzt wurde. Die Leinwand musste vom Keilrahmen abgenommen werden, um 1968 repariert zu werden. Die damals vorgenommenen Füllungen waren jedoch deutlich sichtbar und im Laufe der Zeit verdeckten Staub, Schmutz und vergilbte Firnis die ursprünglichen brillanten Farben, weshalb das Gemälde im Jahre 2006 restauriert wurde. Es wurden neue Farben und eine Schicht aus klarem Schutzlack aufgetragen, sodass der vandalisierte Bereich heute kaum noch sichtbar ist.